# 錫雷佐爾岩
62°11′S 58°17′W / 62.183°S 58.283°W

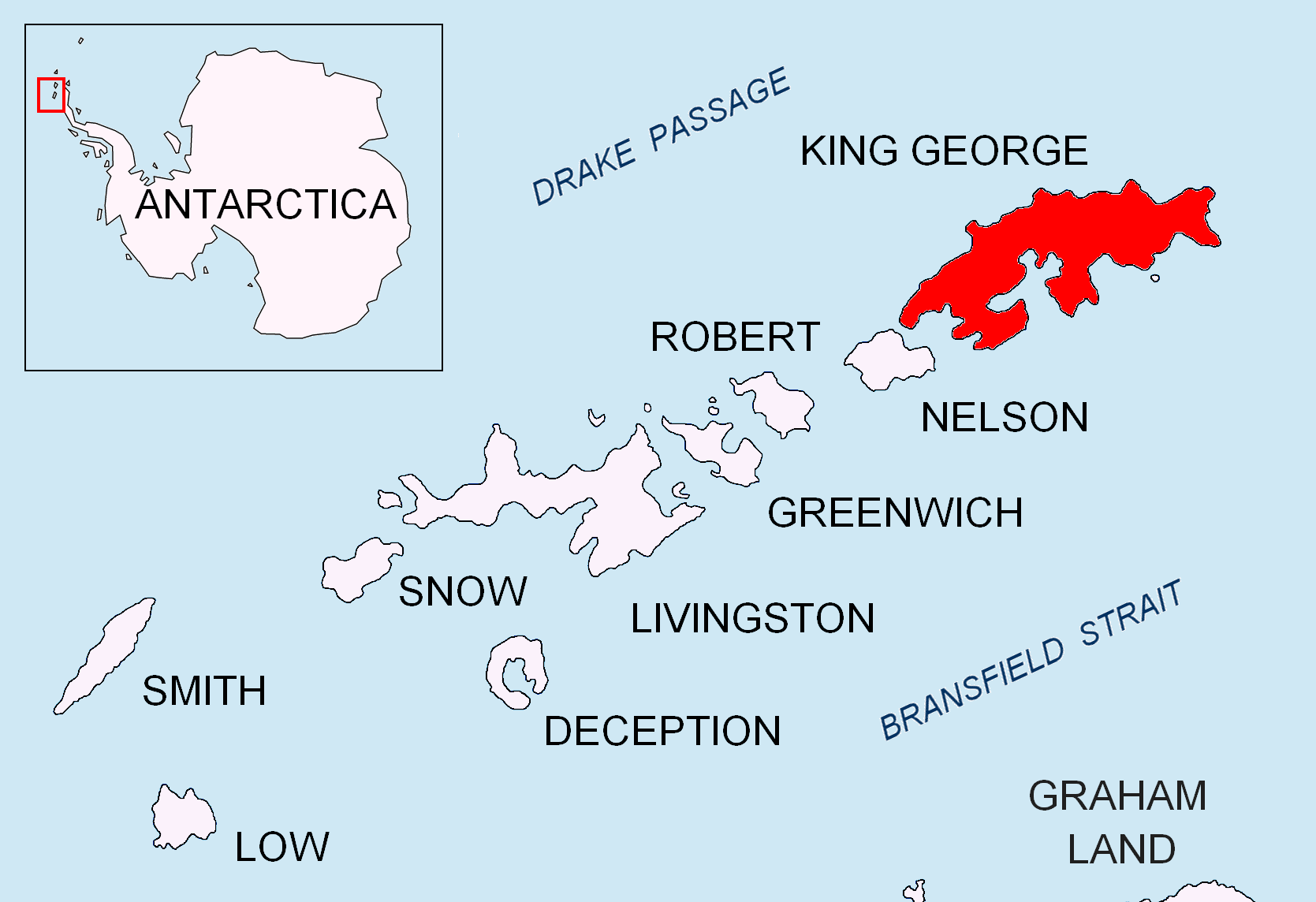

錫雷佐爾岩（Syrezol Rocks），是南極洲的岩石，位於南設得蘭群島的喬治王島，處於馬丁斯角以西1.6公里，由讓-巴蒂斯特·夏古率領的法國探險隊命名，現時由南極條約體系管理。